# Lagoa da Conceição
A Lagoa da Conceição é uma laguna brasileira localizada a leste da Ilha de Santa Catarina, em Florianópolis, capital do estado de Santa Catarina, no Brasil. Está situada entre uma cadeia de montanhas, planícies costeiras, uma restinga e o mar (Oceano Atlântico). Na sua margem leste se encontram os bairros do Distrito da Lagoa da Conceição.
Subdividide-se em Lagoa de Dentro e Lagoa de Fora:

## Lagoa de Dentro
É a região "interna" da Lagoa da Conceição, ao sul-sudoeste da ponte e da freguesia. A sua parte mais interna (oeste) encontra-se a localidade do Canto da Lagoa, o bairro Village e o Lagoa Iate Clube (LIC). Ao sul, o morro do Badejo. Ao leste a Rua Osni Ortiga e as dunas do Parque Natural Municipal das Dunas da Lagoa da Conceição. Ao norte a ponte da lagoa, que a separa da Lagoa de Fora.

## Lagoa de Fora
É a parte da Lagoa da Conceição que fica ao nordeste da ponte da Freguesia da Lagoa. Sua margem sul limita-se com a avenida das Rendeiras, desde a ponte até ao Retiro da Lagoa.
Ao leste, do sul para o norte, há:
1-Dois morros que envolvem a Praia Mole, entre os quais há um vale no qual existia o antigo canal que ligava a Lagoa ao mar;
2-A Fortaleza ou Porto da Lagoa, onde começa o canal que a liga à Barra da Lagoa e ao mar (Oceano Atlântico e
3-A planície na qual se encontra parte do Parque Estadual do Rio Vermelho, após a qual, mais ao leste se encontra o Oceano Atlântico.
Ao norte a foz do Rio Vermelho, o bairro do Rio Vermelho e o Morro do Saquinho. Ao oeste, a Costa da Lagoa.

## Áreas protegidas

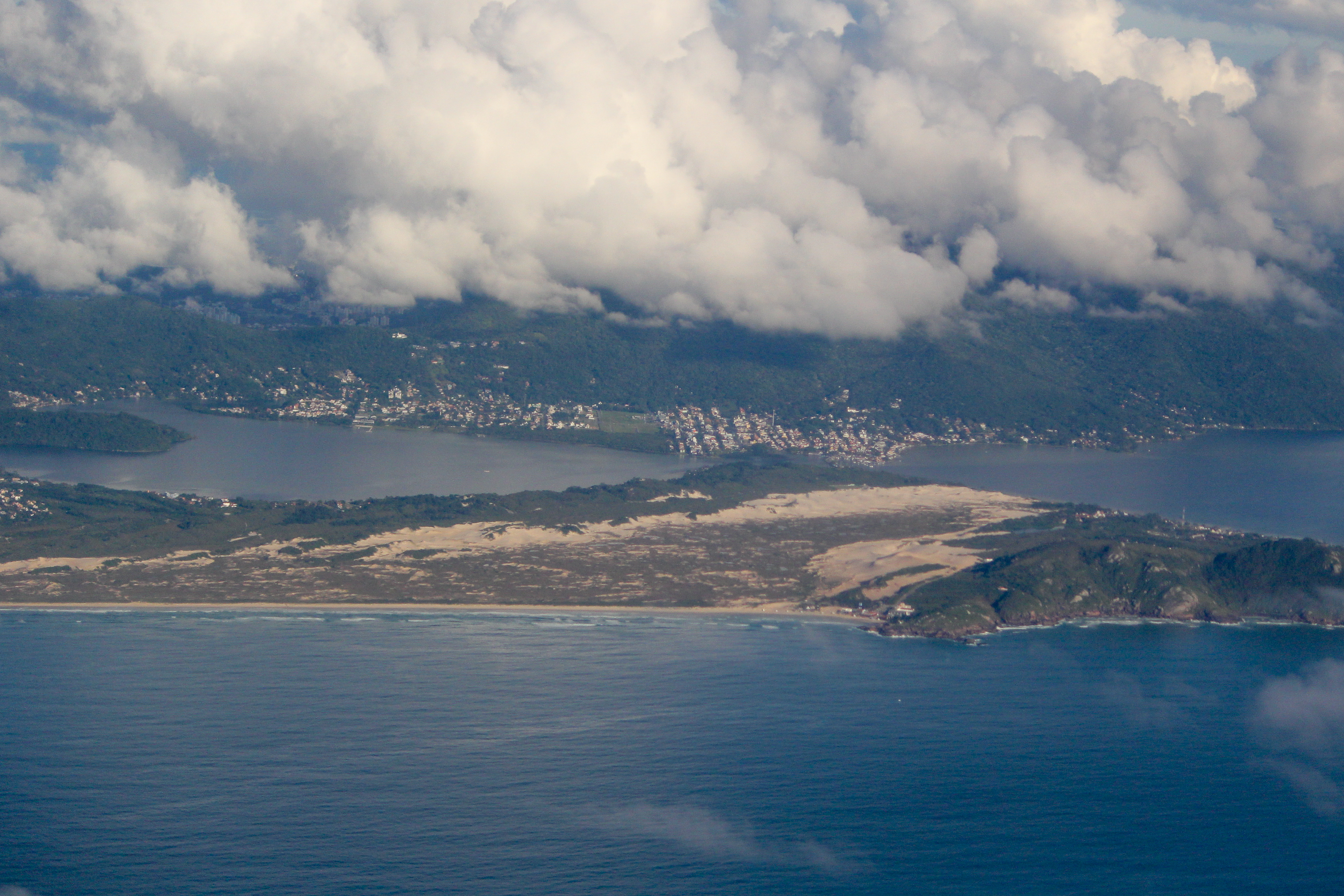
Ao centro, a área protegida de dunas do Parque Natural Municipal das Dunas da Lagoa da Conceição.

Às margens da Lagoa da Conceição estão importantes áreas protegidas de Florianópolis: o Parque Natural Municipal das Dunas da Lagoa da Conceição ao sul. Ao norte o Parque Estadual do Rio Vermelho e à leste a área tombada ao redor da trilha e morros da Costa da Lagoa. 